# Castalius fluvialis
Castalius fluvialis is een vlinder uit de familie van de Lycaenidae. De wetenschappelijke naam en de eerste beschrijving van de soort werden in 1895 gepubliceerd door Henley Grose-Smith.